# KiiiKiii
KiiiKiii（キキ、朝: 키키）は、韓国の5人組ガールズグループ。STARSHIPエンターテインメント所属。

## 概要
STARSHIPエンターテインメントからIVE（アイヴ）デビュー以来、約4年ぶりに誕生したガールズグループ。
「キキ」は韓国語で「笑い声」を意味しており、グループ名に6つある「i」のうち5つはKiiiKiiiのメンバーを表している。

## 来歴

### 2025年
2月3日、韓国メディアの報道によって、STARSHIPエンターテインメントが新しいガールズグループを立ち上げようとしていることが明らかになった。 2月10日、STARSHIPエンターテインメントは新しいガールズグループの名前を「KiiiKiii」と正式発表し、複数のソーシャルアカウントを開設した。
正式デビュー前の宣伝活動の一環として、2月17日にプレ・デビュー曲「I DO ME」のミュージックビデオを公開し、メンバーの名前を明らかにした。ミュージックビデオはニュージーランドで撮影されており、公開後12時間で韓国のYouTube人気急上昇動画1位になり、再生回数が200万回を超えた。ミュージックビデオの公開に続いて2月24日に「I DO ME」が配信で発売開始され、3月8日までに韓国の主要チャートで上位を記録した。3月1日放送の韓国文化放送のテレビ音楽番組『ショー! K-POPの中心』にKiiiKiiiが出演してプレ・デビュー・ステージとして「I DO ME」を披露した。他に各テレビ局の音楽番組Mnetの『M COUNTDOWN』やKBS2の『ミュージックバンク』、SBSの『人気歌謡』に出演して「I DO ME」を披露し、プレ・デビュー活動の初週が成功したと報じられ、韓国企業評判研究所による3月の新人アイドルグループブランド評価でKiiiKiiiが1位になり、引き続き4月の新人アイドルグループブランド評価でも1位になった。3週間のプレデビュー活動終了時には「成功裏に終了！チャート席巻中」などと報道され、音楽活動のみならず『10 Magazine USA』の表紙写真や『Allure Korea』のグラビアページに起用されるなどファッション感覚やヴィジュアル・コンセプトの面でも注目された。
3月24日、1stミニアルバム『UNCUT GEM』を配信で販売開始し、正式にデビューした。『UNCUT GEM』は3月29日までに販売数が20万を超え、K-POPを対象にした週間アルバムチャートで1位になった。

## メンバー
| 名前               | 本名                      | 生年月日               | 出身地            | ポジション                 |
| ------------------ | ------------------------- | ---------------------- | ----------------- | -------------------------- |
| イソル Leesol 이솔 | 이수민 （イ・スミン）     | 2005年9月18日（19歳）  | 韓国 ソウル特別市 | ラッパー                   |
| スイ Sui 수이      | 이수빈 （イ・スビン）     | 2006年4月10日（19歳）  | 韓国 慶尚南道     | ボーカル                   |
| ジユ Jiyu 지유     | 서지유 （ソ・ジユ）       | 2006年5月14日（19歳）  | 韓国 釜山広域市   | ボーカル ラッパー ダンサー |
| ハウム Haum 하음   | 곽하음 （クァク・ハウム） | 2006年11月14日（18歳） | 韓国 ソウル特別市 | ボーカル ラッパー ダンサー |
| キヤ Kya 키야      | 박지우 （パク・ジウ）     | 2010年12月18日（14歳） | 韓国 ソウル特別市 | ボーカル                   |

## ディスコグラフィ

### 韓国

#### ミニアルバム
|                              | 発売日                       | タイトル                     | 収録曲                       | 順位                         | 売上枚数                     |
| STARSHIPエンターテインメント | STARSHIPエンターテインメント | STARSHIPエンターテインメント | STARSHIPエンターテインメント | STARSHIPエンターテインメント | STARSHIPエンターテインメント |
| ---------------------------- | ---------------------------- | ---------------------------- | ---------------------------- | ---------------------------- | ---------------------------- |
| 1st                          | 2025年3月24日                | UNCUT GEM                    |                              | 1位                          | 206, 221枚                   |